# ISO 3166
ISO 3166 је међународни стандард који служи за обележавање имена државе двословним и трословним кодом (пуна ознака тренутно важећег стандарда ISO 3166-1:1997).
На заседању комисије од 20. новембра 2006. је за Србију одређена двословна ознака RS (јер SR је ознака за Суринам), а трословна ознака SRB.